# أوستين بلوك
أوستين بلوك (بالإنجليزية: Austin Block)‏ هو لاعب هوكي الجليد أمريكي، ولد في 10 أكتوبر 1989 في دنفر في الولايات المتحدة.

## وصلات خارجية
- أوستين بلوك على موقع EliteProspects.com (الإنجليزية)
- أوستين بلوك على موقع HockeyDB.com (الإنجليزية)